# Aplocera mundulata
Aplocera mundulata är en fjärilsart som beskrevs av Achille Guenée 1857. Aplocera mundulata ingår i släktet Aplocera och familjen mätare. Inga underarter finns listade i Catalogue of Life.